# شوهام
شوهام هي بلدة تقع في المنطقة الوسطى في إسرائيل،بلغ عدد سكانها 21،045 في عام 2019.